# Liselotte Herrmann
Pour les articles homonymes, voir Herrmann.
Liselotte Herrmann, née le 23 juin 1909 à Berlin et morte guillotinée le 20 juin 1938 
à Plötzensee, est une militante communiste allemande, résistante au Troisième Reich, notamment connue en République démocratique allemande pour ses actions contre le fascisme.

## Biographie
Liselotte (ou Lilo) Hermann nait dans une famille aisée et tolérante. En 1915 elle entre dans un lycée privé de Berlin. Adolescente, elle rejoint la Jeunesse communiste et étudie la biologie à Berlin après avoir étudié la chimie à Stuttgart et travaillé comme assistante dans un laboratoire. En 1933, elle 
est renvoyée ainsi que 111 autres étudiants, de l'université de Friedrich-Wilhelm à cause de son appartenance au KPD qu'elle a rejoint en 1931. Après la naissance de son fils en 1934, elle travaille à Stuttgart dans le bureau d'études de son père sous un faux nom et participe aux activités clandestines des communistes. Jeune étudiante communiste et jeune mère, elle proteste ouvertement contre la prise du pouvoir par Hitler, ce qui lui vaut son renvoi de l'université de 
Berlin. Elle s'installe alors dans le Wurtemberg et participe à différentes actions de résistance. Avec des amis, elle parvient à faire passer à l'étranger des informations sur le réarmement national-socialiste.
En décembre 1935, elle est arrêtée par la Gestapo, qui trouve chez elle les plans d'une entreprise d'armement, destinés à être transmis à l'étranger
. Après un an et demi de garde à vue, Liselotte Herrmann est condamnée à mort le 12 juin 1937 par le Volksgerichtshof avec deux de ses camarades de combat pour 
« préparatifs en vue d'actes de haute trahison avec circonstances aggravantes ». Elle est exécutée le 20 juin 1938 à la prison de Berlin-Plötzensee, malgré des protestations du monde extérieur notamment parce qu'elle était mère d'un jeune garçon.
Elle est la première mère exécutée sous le IIIe Reich. Elle laisse derrière elle son fils, Walter, qui sera élevé par les parents de Liselotte Hermann.

## Hommages
Friedrich Wolf écrit un poème biographique sur Lilo Herrmann, que Paul Dessau met en musique en 1954.
En 1987, le film Die erste Reihe - Bilder vom Berliner Widerstand, d'après un livre de Stephan Hermlin, est diffusé pour la première fois par la télévision de la République démocratique allemande.
En RDA, plusieurs institutions publiques portent le nom de Liselotte Hermann, comme l'Université pédagogique de Güstrow ou un jardin d'enfants à Freiberg. Après la réunification allemande, ces noms n'ont souvent pas été conservés.
Le nom de Liselotte Herrmann est inscrit sur le mémorial dans la cour intérieure de l'Université Humboldt de Berlin. De nombreuses rues portant son nom ont survécu à la réunification, notamment à Berlin, Erfurt, Gera, Iéna et Weimar auxquels se sont ajoutées de nouvelles rues à  Schwäbisch Hall, Stuttgart et Vaihingen an der Enz.
A Stuttgart, le conseil municipal des jeunes a érigé, en 1988, une pierre commémorative devant l'Université où elle a étudié. Le centre culturel de Stuttgart-Heslach se nomme Linkes Zentrum Lilo Herrmann depuis 2012.
Le 14 mars 2008, un stolperstein placé devant la maison dans la Hölderlinstrasse où habitait Liselotte Herrmann rappelle qu'elle a été arrêtée en ce lieu.